# Emacs Lisp
Emacs Lisp (czasami nazywany Elisp) – dialekt języka programowania Lisp wykorzystywany przez edytory tekstu GNU Emacs i XEmacs, używany do pisania programów, które wspomagają pisanie tekstu oraz rozszerzają możliwości edytora Emacs. Większość funkcji edytora Emacs została napisana w Emacs Lisp-ie, oprócz między innymi niskopoziomowych funkcji wyświetlających oraz interpretera i kompilatora Emacs Lisp, które zostały napisane w języku C.
Programy w Emacs Lisp są zapisywane jako pliki tekstowe z rozszerzeniem „.el”, ale istnieje możliwość kompilacji za pomocą wbudowanego kompilatora do kodu bajtowego, dzięki czemu osiąga się wyższą wydajność. Kod bajtowy jest zapisywany w plikach z rozszerzeniem „.elc”. Programy Emacs Lisp-a są zapisywane w bibliotekach i ładowane w razie potrzeby, najczęściej są to tzw. tryby Emacsa, uruchamiane dla określonych typów plików dodające nowe funkcje, skróty klawiszowe czy kolorowanie składni. W Emacsie naciśnięcie dowolnego klawisza powoduje wywołanie jakiejś funkcji napisanej w Emacs Lispie, którą można dowolnie zmieniać. Plik konfiguracyjny Emacsa jest programem napisanym w Emacs Lispie.
Emacs Lisp charakteryzuje się dynamicznym wiązaniem zmiennych. Posiada wbudowany garbage collector. W odróżnieniu od innych dialektów lispa nie optymalizuje wywołań z rekurencją ogonową.

## Cechy dialektu
- dynamiczne wiązanie zmiennych
- deklaracje funkcji przez defun jak w Common Lisp
- dwie przestrzenie nazw (funkcje i zwykłe zmienne) jak w Common Lips

## Przykład kodu
```
(
defun
 
square
 
(
x
)
 
(
*
 
x
 
x
))

(
defun
 
call
 
(
fn
 
num
)
 
(
funcall
 
fn
 
num
))

(
call
 
#'
square
 
10
)

;; 100

```